# U10 (Berlijn)

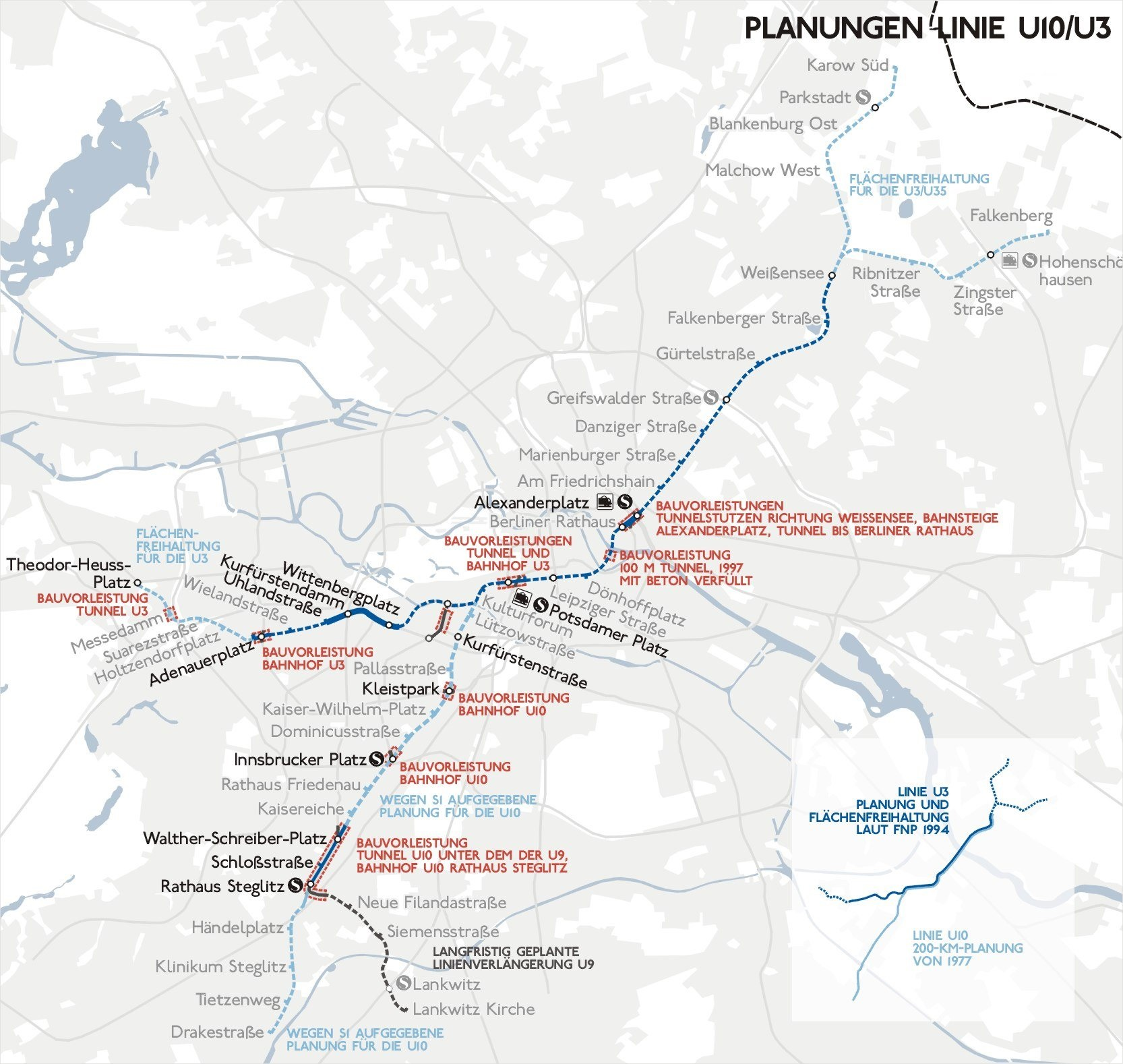
Kaart van de geplande lijn U3/U10

De U10 is een geplande lijn van de metro van Berlijn, die ooit van het noordoostelijke stadsdeel Weißensee via Prenzlauer Berg, de historische binnenstad, de Potsdamer Platz en de Kurfürstendamm naar de Theodor-Heuss-Platz in Berlin-Westend moet lopen. Voor de lijn zijn reeds op diverse plaatsen voorbereidingen getroffen, maar realisering van het project is vanwege de financiële situatie van de Duitse hoofdstad pas op zeer lange termijn te verwachten. Het aanwezige en in gebruik zijnde deel van de lijn is het traject Wittenbergplatz - Uhlandstraße, als onderdeel van lijn U1.

## Geschiedenis

### 200-Kilometer-Plan
In 1955 stelden de West-Berlijnse autoriteiten het zogenaamde 200-Kilometer-Plan op, dat voorzag in een uitbreiding van het Berlijnse metronet tot een totale lijnlengte van 200 kilometer. Naast verlengingen van bestaande lijnen was een aantal geheel nieuwe lijnen in het plan opgenomen, waaronder lijn F, die Weißensee zou verbinden met Lichterfelde. Plannen voor een metrolijn naar Weißensee bestonden echter al veel langer: bij de nieuwbouw van station Alexanderplatz had men reeds een extra paar sporen voor een dergelijke lijn aangelegd, parallel aan de sporen van de huidige U5.

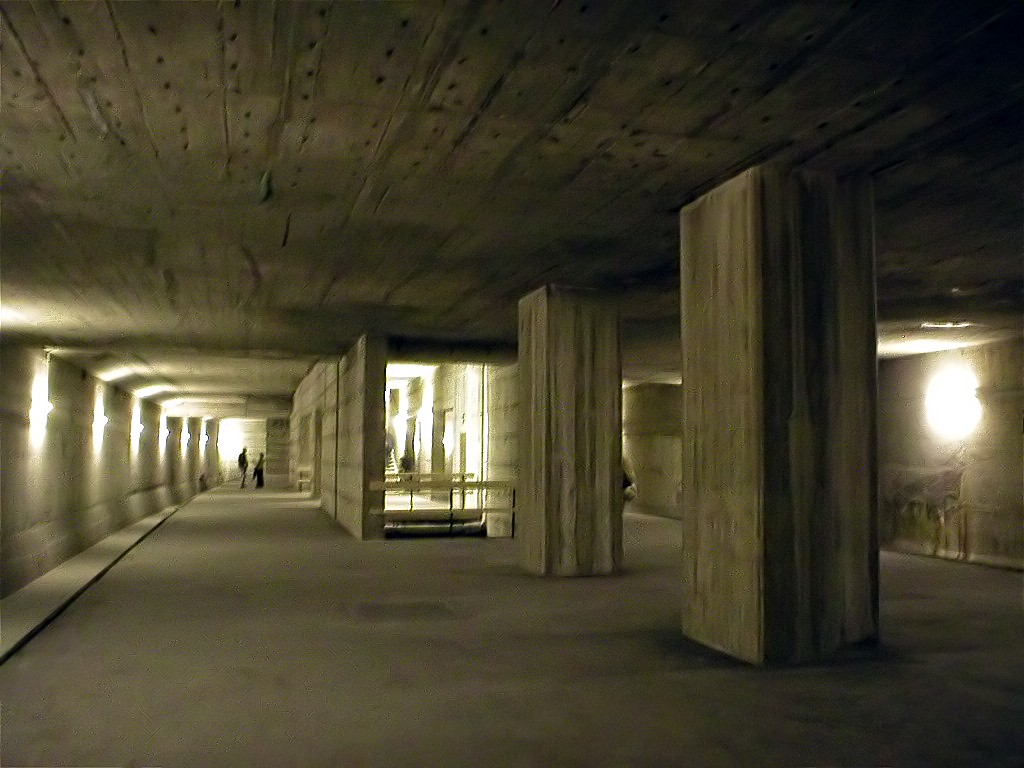
Spookstation onder de Innsbrucker Platz

In de zestiger en zeventiger jaren werden wederom bouwkundige voorbereidingen voor de inmiddels met het nummer 10 aangeduide lijn getroffen. Bij de aanleg van nieuwe metrostations waar lijn 10 later andere lijnen zou kruisen verrees alvast een extra niveau in ruwbouw, om de uiteindelijke bouw van de lijn te vergemakkelijken. Tussen de stations Walther-Schreiber-Platz en Rathaus Steglitz, waar lijn 10 parallel aan de U9 zou lopen, ontstond zelfs een 1,2 kilometer lang twee niveaus tellend tunnelbouwwerk met ruimte voor vier sporen; in station Schloßstraße was een cross-platform-overstap tussen beide lijnen voorzien. Stations in ruwbouw legde men daarnaast aan bij Kleistpark (U7) en Innsbrucker Platz (U4).
De lijn Weißensee - Lichterfelde zou echter nooit gebouwd worden. In station Schloßstraße werden weliswaar beide niveaus in gebruik genomen, maar elk met slechts één spoor (voor de U9), in station Rathaus Steglitz maakt de U9 gebruik van het eigenlijk voor de U10 voorziene station. De overige spookstations zijn afgesloten en zullen waarschijnlijk nooit in dienst komen.

### Latere plannen

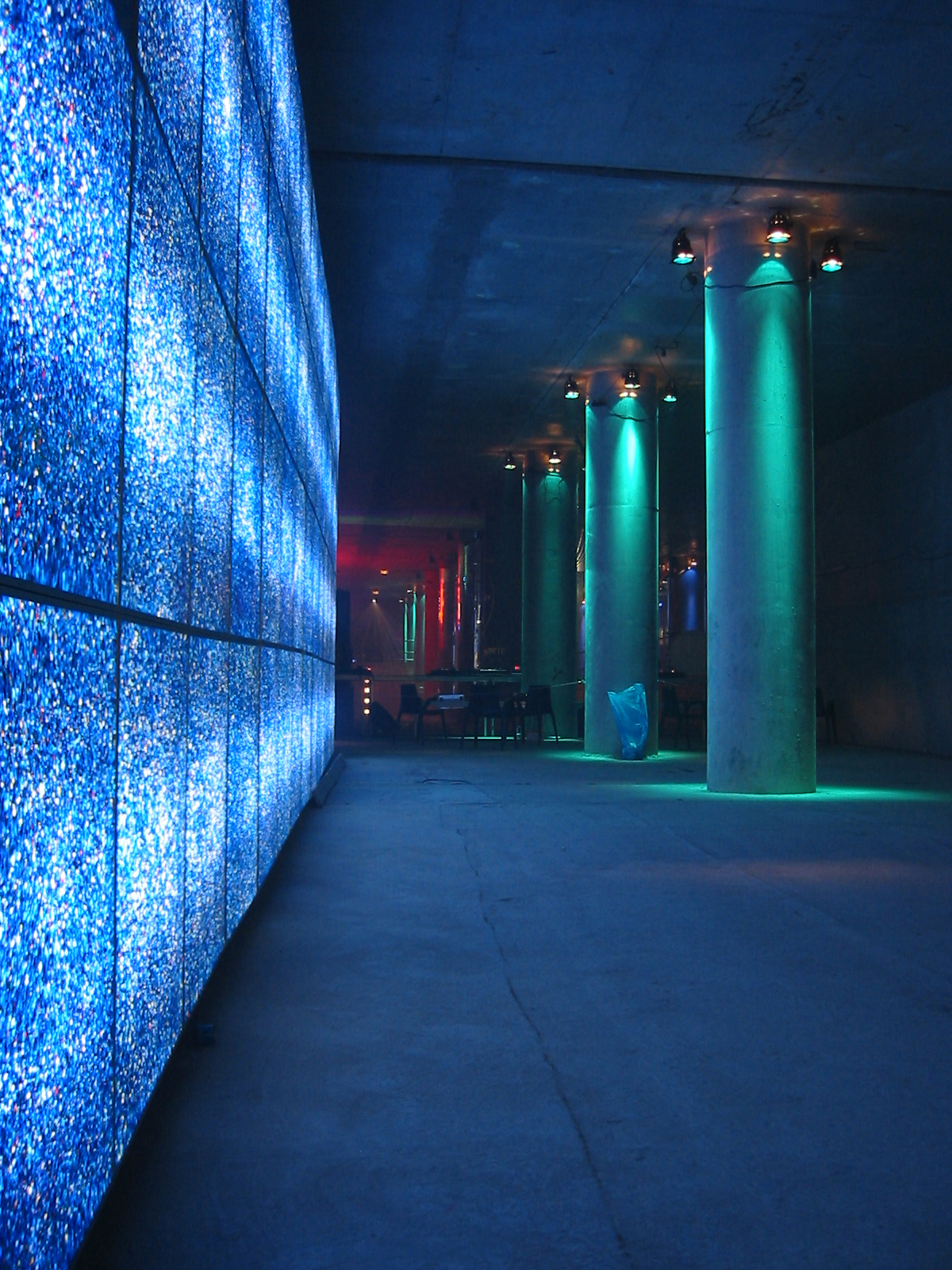
Het nog ongebruikte U10-station onder de Potsdamer Platz wordt verhuurd als tentoonstellingsruimte en feestlocatie.

In 1996 verviel het 200-Kilometer-Plan. In plaats daarvan werden de uitbreidingsplannen van de metro opgenomen in de bestemmingsplannen. In de nieuwe plannen zou de lijn naar Weißensee in het westen een ander traject krijgen en verbonden worden met de metrolijn onder de Kurfürstendamm. Aanvankelijk droeg dit project het nummer U3, maar sinds de instelling van lijn U3 op het traject Nollendorfplatz - Krumme Lanke in 2004 duidt men de lijn weer aan als U10.
De korte aftakking van het zogenaamde stamtracé, van de Wittenbergplatz naar station Uhlandstraße werd geopend in 1913. Het lijntje werd gebouwd op aandringen van de toen nog zelfstandige stad Charlottenburg, die anders niet zou toestaan dat de Wilmersdorfer U-Bahn (nu U3) over haar grondgebied zou lopen. Vanaf het begin had men voorzien de lijn verder naar het westen door te trekken over de gehele lengte van de Kurfürstendamm, maar deze verlenging werd nooit gerealiseerd.
De nieuwe U10-plannen behelsen een metrolijn van het centrum van Weißensee via de Greifswalder Straße, de Alexanderplatz, het Rotes Rathaus en de Leipziger Straße naar de Potsdamer Platz (volgens de oorspronkelijke plannen van 1955) en van daar via het Kulturforum en de Lützowplatz naar station Wittenbergplatz, waar op de Kurfürstendamm-lijn wordt aangesloten. Voorbij station Uhlandstraße zal de lijn de Kurfürstendamm volgen tot aan de Adenauerplatz (waar in 1978 reeds een station in ruwbouw verrees), om vervolgens af te buigen richting het noordwesten en via het beursterrein de Theodor-Heuss-Platz te bereiken. Aangezien men de lijn wil uitvoeren in grootprofiel, vereist dit plan de ombouw van de kleinprofieltunnel Wittenbergplatz - Uhlandstraße uit 1913. In het in de vijftiger jaren aan deze tunnel toegevoegde station Kurfürstendamm is met een dergelijke ombouw reeds rekening gehouden.
Sinds de invoering van het nieuwe bestemmingsplan is realisering van de U10 nauwelijks dichterbij gekomen. De enige werkzaamheden die zijn verricht betreffen de aanleg van een 392 lange tunnel in ruwbouw, inclusief metrostation, nabij het in 2006 geopende spoorwegstation onder de Potsdamer Platz. In prioriteitenplan voor de uitbreiding van het stadsvervoernet tot 2030 wordt van de U10 niet gerept.